# Ézéchiel Spanheim
Pour les articles homonymes, voir Ézéchiel (homonymie) et Spanheim.
Ézéchiel Von Spanheim, né le 7 décembre 1629 (17 décembre dans le calendrier grégorien) à Genève et mort le 14 novembre 1710 (25 novembre dans le calendrier grégorien) à Londres, est un diplomate et savant allemand.
Ce numismate célèbre passa notamment neuf ans comme ambassadeur du grand électeur de Brandebourg à Versailles et Paris, et fut le premier ambassadeur de Prusse à Londres. Il a laissé deux mémoires intitulés Relation de la cour de France en 1690 et Relation de la cour d'Angleterre en 1704 qui donnent de précieuses indications sur les personnages les plus en vue de ces deux capitales au tournant des XVIIe et XVIIIe siècles.

## Biographie

### Jeunesse
Fils du professeur de théologie calviniste qui enseigna aux universités de Genève et de Leyde, Friedrich Von Spanheim l'Ancien et de la Française, Catherine du Port, frère ainé de Friedrich Von Spanheim le Jeune, Spanheim suivit, à Leyde, les leçons de Claude Saumaise et de Daniel Heinsius. Il se fit remarquer en continuant la controverse sur la grâce que son père, avant sa mort (1649), avait ouverte avec Moïse Amyraut en publiant un Appendix Vidicarium. Il obtint ainsi une chaire de philosophie à Genève, qu'il échangea en 1651 pour une chaire d'éloquence.

### Au service de l'électeur palatin
En 1654, l'électeur palatin Charles Louis le nomma précepteur de son fils, et il s'installa à Heidelberg. Il appuya la politique de son maître en écrivant des mémoires contre l'empereur germanique et la Bavière qui contestaient son droit au vicariat impérial (1657). En mai 1661, le Palatin l'envoya le représenter à Florence au mariage de Marguerite-Louise d'Orléans, cousine de Louis XIV, et du futur grand-duc de Toscane, Cosme III, auquel il se rendit en passant par Mantoue. Après s'être arrêté un temps dans la capitale des Médicis, il s'en alla à Rome remettre des lettres de Charles Louis à la reine Christine de Suède. Il y publia son premier ouvrage de numismatique. De là il s'en fut à Naples, en Sicile et à Malte puis revint à Rome. Au début de 1665, après une escapade à Venise, il accompagna la sœur du Palatin, Sophie de Hanovre sur le chemin du retour, de Milan à Bâle.
Il passa les années 1665 à 1667 à tenter de dissoudre la ligue qui s'était constituée contre son maître, rassemblant tous les électeurs ecclésiastiques et les villes de Spire, Worms et Strasbourg, soutenus par le duc de Lorraine Charles IV et qui aboutit à quelques opérations militaires. Pour se concilier la France, Ézéchiel Spanheim partit à Paris comme envoyé extraordinaire, adjoint au résident ordinaire, de Pauwels-Remmingen. Il s'arrêta à Nancy, mais le duc de Lorraine refusa d'accepter l'arbitrage de Louis XIV. De février à avril 1666, il négocia avec Hugues de Lionne, obtint la médiation de la France (qui s'exerça en mai à Heidelberg par l'agent du roi à Strasbourg, Frischmann), mais pas son alliance. Après une nouvelle invasion du Palatinat par le duc de Lorraine, il fut chargé de régler le départ des troupes d'occupation (novembre 1666), puis d'établir un accord définitif (février 1667) à partir du compromis négocié par l'ambassadeur extraordinaire de Louis XIV, Honoré Courtin.
Touché par une grave maladie, il revint aux affaires dans l'année, en assistant à la conférence qui se conclut par le traité de Bréda. Il y discuta avec Courtin le projet d'alliance monté par Anne de Gonzague entre sa fille Bénédicte Marie Henriette et le fils du Palatin, le prince électoral Charles, et que la mère lui avait déjà présenté à Paris en 1666 comme ouvrant la voie à l'alliance avec la France. De retour de Bréda (août 1667), des exigences de Rome sur le mariage entre une catholique et un protestant (ou de nouvelles vues de la princesse palatine pour sa fille) firent capoter le projet. Ézéchiel Spanheim dut se rendre à Saint-Germain pour rompre en douceur (janvier 1668). Mais sous le prétexte qu'il ne soutenait pas mieux les prérogatives de son maître à la cour de France, le Palatin le révoqua ; il ne le réintégra que sur l'intercession de sa sœur, Sophie de Hanovre. Il s'en retourna à Heidelberg en mai 1668.
En 1671, il donna une nouvelle édition de son ouvrage de numismatique, qui fut publié à Amsterdam (il en fera une dernière, dans la même ville, en 1706).
Il passa ensuite probablement quelques années à Cologne, où on le trouve pour le compte du Palatin en 1671 et 1673 et où il tenta d'éviter le conflit qui se profilait avec la France, malgré la conclusion du mariage entre Monsieur, frère du roi, et la fille du prince-électeur, Élisabeth-Charlotte. En 1675, il partit à Londres où il essaya de convaincre Charles II de s'interposer ; il n'eut pas plus de succès à La Haye.
En 1676 il épouse une demoiselle Colb, que Élisabeth-Charlotte de Bavière avait emmenée en France comme dame d'honneur ; instruite, son esprit philosophique séduisait ses contemporains.
L'année suivante (1677) il représenta le Palatinat aux conférences en vue de la paix de Nimègue. Il retourna à Londres pour solliciter à nouveau le roi d'Angleterre : le grand électeur de Brandebourg lui confia alors aussi ses affaires.

### Au service de l'électeur de Brandebourg
Une fois la paix signée avec la France, Frédéric Guillaume de Brandebourg, sur le conseil de son ministre Paul von Fuchs, le prit à son service et le nomma son envoyé extraordinaire à Versailles (16 février 1680), ce qui constituait clairement une ascension pour Spanheim. Les ministres français le craignaient probablement, car ils s'opposèrent à sa nomination, sans succès. Il arriva de Londres en avril 1680. Il fut exact à s'acquitter de sa tâche : il suivit la cour à Fontainebleau, Louis XIV en Alsace en 1683, à Valenciennes en 1684 ; durant son séjour, il ne quitta la France que rarement. Parallèlement, il continuait ses travaux de numismatique et participait à des assemblées savantes, ce qui lui permit de développer son réseau de relations à la cour.
Entre 1680 et 1684, la France et le Brandebourg maintinrent une alliance étroite. Ézéchiel Spanheim fut récompensé du traité de février 1684 par une patente de ministre d'État qu'il alla chercher à Berlin. En revenant, en avril 1685, il passa par Londres pour féliciter Jacques II sur son avènement.
La Révocation de l'édit de Nantes lui donna l'occasion d'aider ses coreligionnaires et les membres protestants de sa famille française, en accueillant même dans son hôtel particulier de Paris. Il fit connaître l'Edit de Potsdam qui offrait l'asile à Berlin aux calvinistes.
L'entrée des troupes françaises dans le Palatinat en septembre 1688 conduisit à la rupture avec le Brandebourg : Charles Colbert de Croissy fait remettre ses passeports à Ézéchiel Spanheim le 24 janvier 1689, et il quitta la France en avril. C'est alors qu'à la demande du grand électeur, il rédigea son œuvre la plus connue, la Relation de la cour de France en 1690, où il exposait ses opinions sur la cour de Versailles et donnait des conseils. Source inestimable pour la connaissance de Louis XIV et de son entourage, il semble néanmoins que Berlin lui reprocha sa trop grande sympathie envers la France, et il fut écarté des affaires pendant le reste de la guerre de la Ligue d'Augsbourg. Il combla ce repos forcé grâce aux études : il continua de publier, il fut adjoint de Wartemberg comme intendant de la bibliothèque électorale.
En 1697, il fut à nouveau envoyé à Paris, où il se logea rue Saint-Dominique ; il eut son audience à Versailles le 18 février 1698. Sa mission principale fut de faire accepter la métamorphose du grand électeur en roi de Prusse, ce que les Français voulaient monnayer contre la promesse d'appuyer les droits de Louis XIV à la succession d'Espagne. Le cas était difficile car l'électeur avait aussi besoin du soutien des Habsbourg et de l'empereur Léopold Ier. Il fut rappelé en janvier 1701. Le 18 du même mois, à l'occasion de son couronnement comme premier roi en Prusse, Frédéric Ier, content de ses services, fit Ézéchiel Spanheim baron.
Il partit ensuite à La Haye, puis à Londres auprès de Guillaume III. Il y revint en 1704 ; cette même année, il dressa de la cour d'Angleterre un tableau semblable à celui qu'il avait fait pour celle de France (Relation de la cour d'Angleterre en 1704). Il semble que la reine Anne ait demandé en 1707 son maintien au roi de Prusse qui voulait le rappeler. En 1709 le corps diplomatique lui confia la défense des franchises des ambassadeurs.
Sa fille unique, Marie-Anne Von Spanheim épousa en 1710 François de La Rochefoucauld, marquis de Montendre (branche des La Rochefoucauld-Doudeauville), qui devint en 1739 Field Marshal of Great Britain. Ils furent tous deux inhumés en l'Abbaye de Westminster.
Il mourut le 14 novembre 1710, d'une indigestion de raisins frais dit-on. Les journaux savants de l'époque (Mémoires de Trévoux, le Journal littéraire, le Journal des savants, la Bibliothèque de Jean Leclerc) lui rendirent hommage.
Signalons qu'en 1702, l'électeur avait acheté sa collection de livres rares et de manuscrits, en lui en laissant la jouissance, et qu'elle fut ensuite incorporée dans la bibliothèque royale.
Saint-Simon dit de lui : 

« Spanheim, si connu dans la république des lettres et qui ne l'a pas moins été par ses négociations et ses emplois, mourut à Londres à l'âge de quatre-vingt-quatre ans, avec une aussi bonne tête que jamais et une santé parfaite jusqu'à la fin. »

### Œuvres

#### Éditions anciennes
Liste non exhaustive

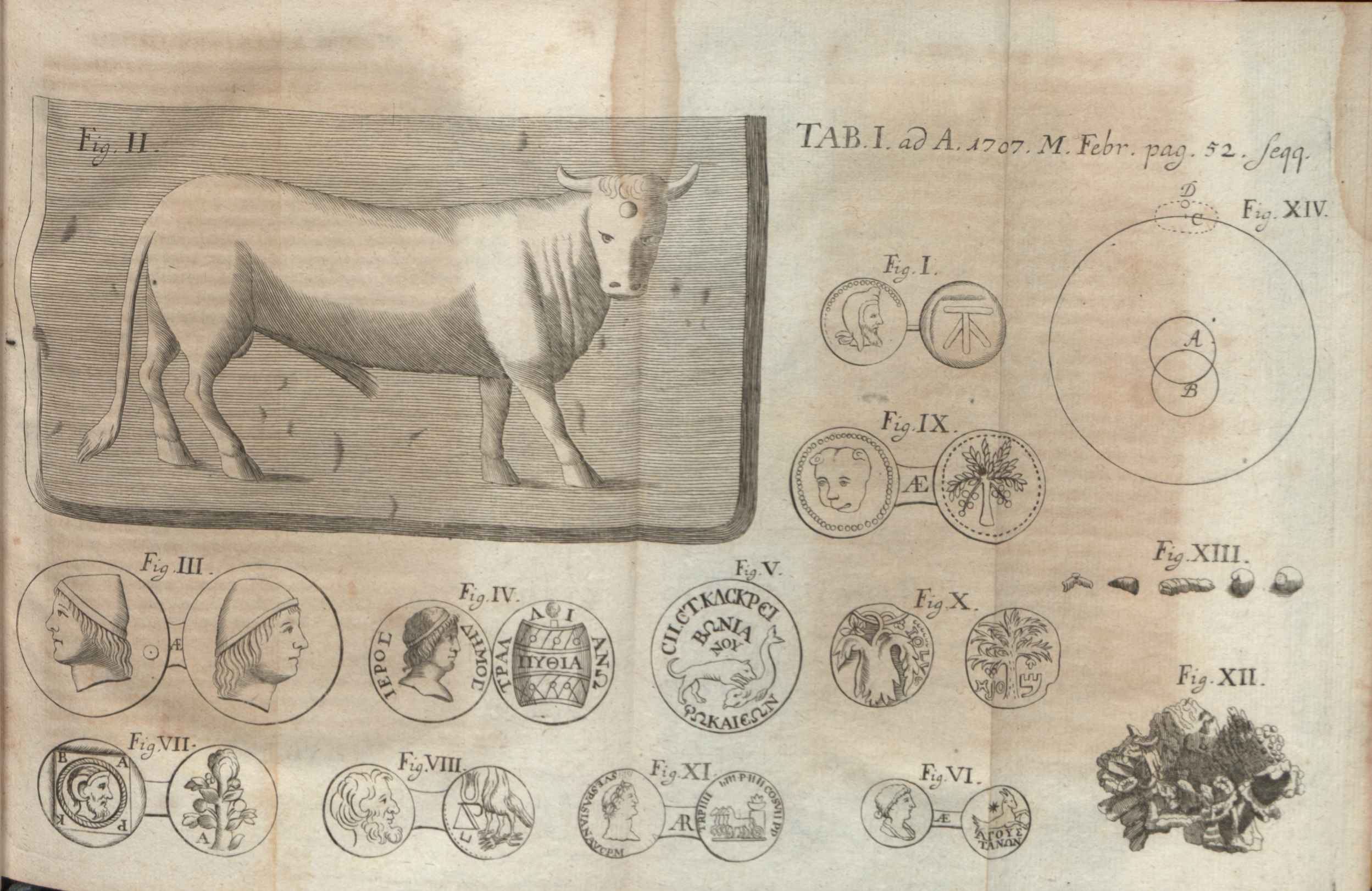
Fig. 1. Illustration pour la critique du Dissertationes de praestantia... publiée sur les Acta Eruditorum du 1707

- Discours sur la croix de Nostre Seigneur, P. Chouet, Genève, 1655.
- Discours sur la crèche de Nostre Seigneur
  - Première édition, P. Chouet, Genève, 1655.
  - Deuxième édition, Cologne, 1677.
- Discours sur les affaires d'Allemagne et le vicariat d'Empire, dédié au duc de Gramont, mai 1657.
- Traité du Palatinat et de la dignité électorale contre les prétentions du duc de Bavière, 1657.
- Disputationes de usu et præstantia numismatum antiquorum. Cet ouvrage contient treize Dissertations, adressées à Ottavio Falconieri, dans lesquelles l'auteur s'attache à montrer l'importance des médailles et leur utilité pour expliquer l'histoire, et en remplir les lacunes.
  - Première édition, dédiée à la reine Christine de Suède, B. Deversin et F. Cesarettum, Rome, 1664.
  - Deuxième édition, D. Elsevirium, Amsterdam, 1671.
  - Troisième édition, R. Smith, Londres, 1706 ; tome II, posthume, Isaak Verburg, Amsterdam, 1717.
- Les Césars de l'empereur Julien ...
  - Édition d'Heidelberg, G. Walther, 1666.
  - Édition de Paris, D. Thierry, 1683.
  - Édition posthume, Amsterdam, 1728.
- De Vesta et prytanibus Græcorum, in Pierre Seguin, Traité des médailles, 1672.
- Œuvres complètes de l'empereur Julien, Leipzig, 1696.
- Ezechielis Spanhemii in Callima, F. Halmam, Utrecht, 1697 (Dissertation sur les Hymnes de Callimaque).
- Orbis romanus, seu ad constitutionem antonini imperatoris, ... de statu hominum, exercitationes duæ
  - Deuxième édition, A. et J. Churchill, Londres, 1703.
  - Édition posthume, E. G. Crugius, La Haye et Leipzig, 1728.
- Aristophan, Comœdiæ undecim, græce et latine ..., Amsterdam, 1710.

#### Éditions modernes
- Relation de la cour de France en 1690 :
  - Édition de Christian Wilhelm von Dohm, Revue d'histoire moderne, 1781.
  - Édition de Charles Schefer, Société de l'histoire de France, Renouard, Paris, 1882 .
  - Édition d'Émile Bourgeois, Annales de l'université de Lyon, Picard, Paris, 1900. Contient aussi la Relation de la cour d'Angleterre en 1704 . Reprise dans la collection Le Temps retrouvé, Mercure de France, Paris, 1973, avec une préface de Michel Richard.
- Lettres de Spanheim à sa Cour, édition de Charles Schefer.
- Un diplomate érudit du XVIIe siècle, Ézéchiel Spanheim : lettres inédites, 1681-1701, édition d'Émile Du Boys, Picard, Paris, 1889 .

### Sources
1. ↑  Archives de l'État de Genève Registre de la paroisse protestante de Saint-Pierre, numéro d’inventaire E.C. Saint-Pierre B.M. 7.

- Émile Bourgeois, Introduction in Ézéchiel Spanheim, Relation de la cour de France en 1690, Picard, Paris, 1900.